# Тазово
Та́зово (рос. Тазово) — присілок у складі Туринського міського округу Свердловської області.
Населення — 18 осіб (2010, 28 у 2002).
Національний склад населення станом на 2002 рік: росіяни — 96 %.